# Balasc d'Alagó
Blasco d'Alagón (traduït al català com Balasc, Blasc o Blai) (abans de 1190 - ca. 1241) (en llatí: Blaschus de Alagone) va ser un noble aragonès, Majordom del Regne d'Aragó, 6t Senyor d'Alagón, 1r Senyor de Sástago, Senyor vitalici de Morella i Senyor de María de Huerva, de Culla, de les Coves de Vinromà, Calanda, Torre de Galindo, entre altres títols. Fou una de les persones més importants durant el regnat de Jaume I.

## Orígens familiars
Fill d'Artal II d'Alagón i de Toda Romeo, va nàixer al voltant de 1190 o abans, puix en 1214 ja apareix amb el seu fill Artal.

## Núpcies i descendents

Escut d'armas de Blasco I d'Alagón segons l'armorial de Gelre (f. 63v).

Es casa amb Margelina de Baucis. D'aquest matrimoni nasqueren:
- Artal III d'Alagón, qui es casa amb Eva d'Urrea el 1234[5]
- Constança d'Alagón i Romeu, qui es va casar amb Guillem III d'Anglesola

## Biografia

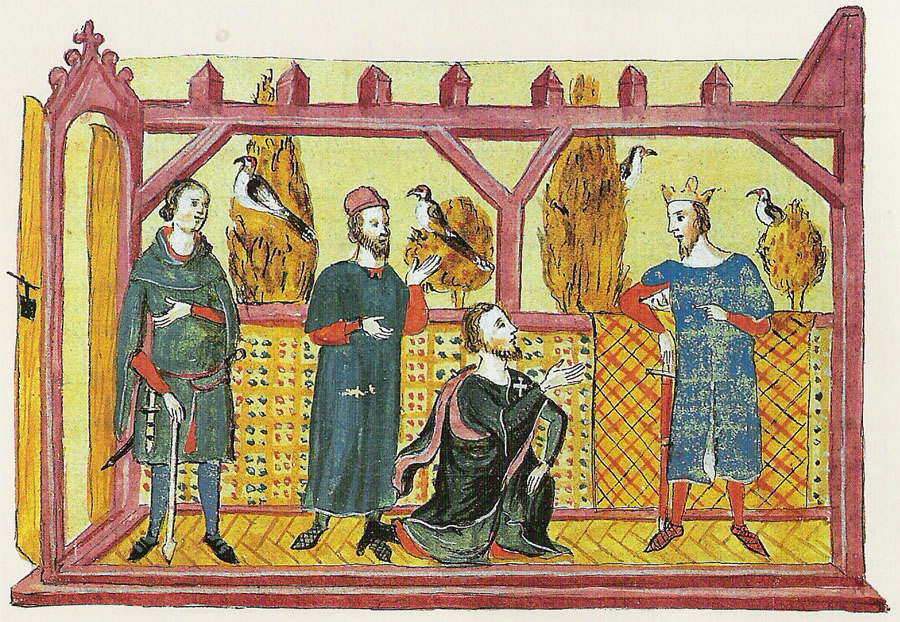
Un servent, Blasco I d'Alagón i Hug de Folcalquier (de genolls) proposant la Conquesta de València al rei Jaume I d'Aragó, en una miniatura del Llibre dels fets.

En 1213 Blasco d'Alagón participa en la batalla de Muret, on va morir el rei Pere el Catòlic. En 1216, en el bàndol de Ferran d'Aragó, participa en l'homenatge que li feren a Jaume I en Montsó.
Des de 1217, quan Blasco d'Alagón acompanya a Jaume I en Saragossa a la sortida de Montsó, fins a l'any 1236, en què per darrera vegada es troba junt el rei en Montsó, són quasi 20 anys de servei, i serà el seu fill Artal, aleshores, qui el substituirà, i seguirà el rei en la conquesta de València, fins que mor en la primavera de 1239 durant un atac contra el castell de Saix.
Durant les revoltes nobiliàries contra Jaume I es mantingué fidel al rei. En la primera revolta, el 1220, el Majordom d'Aragó, Pero Ferrández d'Açagra, es col·loca contra el rei, i Blasco d'Alagón obté la Majordomia (1220-1221). La seva actuació en defensa del rei destaca en la traïció de Pero d'Ahones i altres nobles en la vila d'Alagó en 1224, quan el rei és fet presoner i traslladat a Saragossa. I en 1227 també ajuda el rei en la revolta de Ferran d'Aragó, que acabà amb la Concòrdia d'Alcalá, en què la monarquia acabarà imposant-se a la noblesa.
El 1225 participa en el frustrat setge de Peníscola. El 14 de juliol de 1226 el rei li concedeix tots els castells i les viles que pogués conquerir en terres sarraïnes. I en 1227 li és pignorat el castell i la vila d'Alcaine, que restarà, amb el temps, possessió plena seva.
Visqué un temps exiliat a la Taifa de Balànsiya durant els anys 1229 a 1231. A les darreries de 1231 es va reunir amb el Mestre de l'Orde de l'Hospital Hug de Folcalquier i el rei per preparar la conquesta i aconsella el rei, des del seu coneixement del territori sarraí, d'iniciar-ne la conquesta per Borriana, i poc després, el mateix any, lidera la conquesta de Morella i la lliura a Jaume I, el qual la hi retorna en feu vitalici, i el rei, per compensar-lo, el 22 de febrer de 1232, li concedeix els castells i viles de Sástago i María de Huerva. El 1233 participa, altra vegada com a Majordom d'Aragó, en el setge de Borriana.
Fou responsable, entre d'altres, de la repoblació de les comarques valencianes del Maestrat i els Ports, amb la fundació de Vilafranca i Albocàsser.
Blasco d'Alagón va morir entre 1240 i 1242, poc després de fer testament.

## Títols i successors
Don Blasco d'Alagón feu testament el 1239, quan ja estava malalt i la seva salut començava a deteriorar-se:
- A 1239, testament: Aquesta es carta de destinamiento que fago yo, don Blasco d'Alagón, en la villa de Maria, en mia enfermedat (...) e priego a don Pedro Sessé, como buen cunado e leal amigo, que rienda los castiellos e las heredades avantditas a dona Constança, mia filia, e a Blasco, mío nieto[15]

| Balasc d'Alagó Llinatge d'Alagón                                                   |                                                                                |                                        |
| Títols                                                                             |                                                                                |                                        |
| Precedit per: Artal II d'Alagón (pare)                                             | Senyor d'Alagón (Llista de senyors d'Alagón) (ca. 1213 - ca. 1241)             | Succeït per: Blasco II d'Alagón (net)  |
| Precedit per: Jaume el Conqueridor cedit en feu per compensar la cessió de Morella | Senyor de Sástago (Llista de senyors de Sástago) (1232 - ca. 1234)             | Succeït per: Artal III d'Alagón (fill) |
| Càrrec de govern                                                                   |                                                                                |                                        |
| Precedit per: Pero Ferrández d'Açagra                                              | Majordom del Regne d'Aragó (Llista de majordoms del regne d'Aragó) (1220–1221) | Succeït per: Artal I de Luna           |
| Precedit per: Ato I de Foces                                                       | Majordom del Regne d'Aragó (Llista de majordoms del regne d'Aragó) (1233–1235) | Succeït per: Pero Cornel III           |